# Amt Pattensen
Das Amt Pattensen war ein historisches Verwaltungsgebiet des Königreichs Hannover. Übergeordnete Verwaltungsebene war die Landdrostei Lüneburg.

## Geschichte
Das Amt Pattensen entstand im Zuge der Verwaltungsreform von 1852 durch Herauslösung der gleichnamigen Vogtei aus dem Amt Winsen (Luhe). Vergrößert wurde der Amtssprengel um die bisher zur Vogtei Bardowick gehörigen Gemeinden Handorf, Radbruch und Wittorf. Sitz der Amtsverwaltung war Winsen (Luhe). 1859 wurde das Amt aufgehoben und wieder in das Amt Winsen (Luhe) eingegliedert.

## Gemeinden
Dem Amt Pattensen gehörten folgende Gemeinden an:
| - Ashausen - Bahlburg - Borstel - Brackel - Eichholz - Garstedt - Handorf | - Holtorf - Horst - Luhdorf - Marxen - Maschen - Ohlendorf - Pattensen | - Quarrendorf - Radbruch - Ramelsloh - Rottorf - Roydorf - Sangenstedt | - Scharmbeck - Stelle - Tangendorf - Thieshope - Wittorf - Wulfsen |

- Karte mit allen verlinkten Seiten:
- OSM |
- WikiMap

## Amtmänner
- 1853–1858: Bernhard Heinrich Leopold Philipp Ebert, Amtmann
- 1858: E. H. Schulze, Amtsassessor (auftragsweise)